# Phytomyza thalictricola
Phytomyza thalictricola este o specie de muște din genul Phytomyza, familia Agromyzidae, descrisă de Friedrich Georg Hendel în anul 1925. Conform Catalogue of Life specia Phytomyza thalictricola nu are subspecii cunoscute.